# 馬特維伊夫卡 (謝梅尼夫卡區)
49°46′37″N 32°51′15″E / 49.77694°N 32.85417°E
馬特維伊夫卡（烏克蘭語：Матвіївка），是烏克蘭中部的村莊，隸屬波爾塔瓦州的克雷門丘克區。該村距離扎格列布利亞3.5公里，海拔高度83米，2001年人口218。